# Diego Simeone
Diego Pablo Simeone (Buenos Aires, 28 de abril de 1970) é um treinador e ex-futebolista argentino, que atuava como meia. Atualmente é treinador do Atlético de Madrid.

## Jogador
Seu começo no futebol foi nas categorias inferiores do Vélez Sarsfield até 1987, ano que passou a formar parte do time profissional. Sua estreia na Primeira Divisão do Campeonato Argentino foi em 13 de setembro de 1987, partida contra a Gimnasia de La Plata, com derrota do Vélez por 2–1. Seu primeiro gol na primeira divisão foi em 12 de outubro de 1988, na partida Vélez Sarsfield 1-2 Deportivo Español. Em 1989, foi para o Pisa da Itália. Permaneceu por três temporadas.
Em 1992 foi jogar no Sevilla da Espanha. Sua estreia na Primeira Divisão da Liga Espanhola foi em 6 de setembro de 1992 na partida entre Albacete. Ali atuou por duas temporadas.
Em 1994 foi contratado pelo Atlético de Madrid. Neste clube permaneceu por três anos, sendo sua melhor temporada a de 1995–96, quando conseguiu dois títulos (Campeonato Espanhol e Copa do Rei).
Em 1997, regressou a Itália, mas esta vez para jogar em uma grande equipe italiana, a Internazionale de Milão. Com seu novo clube conseguiu o título da Copa da UEFA. Mais tarde foi atuar na Lazio, equipe que conseguiu quatro títulos: Campeonato Italiano, Copa da Itália, Supercopa da Itália e Supercopa da Europa. Em 2003, retornou ao Atlético de Madrid, onde permaneceu duas temporadas. Em 2005, retorna a Argentina para jogar no Racing onde encerrou sua carreira. 

### Seleção Argentina
Atuou por 106 partidas na Seleção Argentina. Sua estreia internacional foi em 14 de julho de 1988, na partida Austrália 4-1 Argentina.
Com a seleção ganhou duas Copas América, uma Copa das Confederações, uma Copa Artemio Franchi, e uma medalha de prata, nas Olimpíadas de Atlanta 1996. Anotou onze gols com a camisa da seleção. Participou de três Copas do Mundo: 1994, 1998 e 2002.

## Treinador
Logo após encerrar a carreira como jogador no Racing, estreou como treinador do clube em fevereiro de 2006, do qual também é torcedor. A seguir assumiu o comando do Estudiantes, levando o clube ao título do Torneo Apertura 2006. No ano seguinte passa a comandar o River Plate e a equipe torna-se campeã do Torneio Clausura 2008. Deixa a equipe em novembro desse ano. Entre abril de 2009 e abril de 2010 treinou o San Lorenzo, sem bons resultados. Em janeiro de 2011 assumiu o Catania em situação delicada na Serie A, e com ele a equipe terminou a competição no 13º posto, porém Simeone foi substituído por Vincenzo Montella. Em seguida passa a treinar novamente o Racing onde permaneceu até 21 de dezembro, quando deixou o clube. A decisão desagradou alguns torcedores do clube que consideraram que o treinador abandonou a equipe para poder comandar o Atlético de Madrid. De fato, em 27 de dezembro de 2011, foi oficializado como treinador do clube espanhol até junho de 2013. Em março de 2013 renovou seu vínculo até 2017 e novamente em 24 de março de 2015, desta vez até junho de 2020, porém esse ano o seu contrato foi reduzido para junho de 2018. Toda via, em 05 de setembro de 2017 o treinador tornou a renovar seu vínculo contratual com a equipe espanhola, novamente até 2020, especificamente até 30 de junho de 2020. Contudo, em 14 de fevereiro de 2019, o treinador estendeu seu contrato com o clube até 2022.  No dia 08 de de julho de 2021, foi confirmado oficialmente através das páginas das redes sociais do Clube Atlético de Madrid que o treinador renovou seu vínculo contratual até 30 de junho de 2024. No dia 4 de março de 2023 em partida válida pela LaLiga contra o Sevilla, Simeone entrou para história do Atlético de Madrid como o treinador com mais partidas comandadas pela equipe colchonera. Superou o recorde que pertencia a Luis Aragonés que tinha 612 partidas no comando.

## Estatísticas como treinador
Atualizadas até 25 de julho de 2024[carece de fontes?]
| Clube              | Período   | Jogos | Vitórias | Empates | Derrotas | Aproveitamento |
| ------------------ | --------- | ----- | -------- | ------- | -------- | -------------- |
| Racing             | 2006–2006 | 14    | 5        | 3       | 6        | 42.86%         |
| Estudiantes        | 2006–2007 | 61    | 34       | 15      | 12       | 63.93%         |
| River Plate        | 2008–2008 | 45    | 20       | 13      | 12       | 54.07%         |
| San Lorenzo        | 2009–2010 | 47    | 21       | 9       | 17       | 51.06%         |
| Catania            | 2011–2011 | 18    | 7        | 3       | 8        | 44.44%         |
| Racing             | 2011–2011 | 20    | 8        | 10      | 2        | 56.67%         |
| Atlético de Madrid | 2011–     | 681   | 403      | 148     | 130      | 66.42%         |

## Vida pessoal
Seu apelido, Cholo, dado por sua mãe, provém do ex-jogador argentino Carmelo Simeone, mas não há nenhum parentesco entre ambos. É pai de três filhos de seu casamento com a ex-modelo Carolina Baldini, entre eles o também jogador de futebol Giovanni Simeone.

## Títulos como jogador
Atlético de Madrid
- Campeonato Espanhol: 1995–96
- Copa do Rei: 1995–96

Internazionale
- Copa da UEFA: 1997–98

Lazio
- Supercopa da UEFA: 1999
- Campeonato Italiano: 1999–00
- Copa da Itália: 1999–00
- Supercopa da Itália: 2000

Seleção Argentina
- Copa América: 1991 e 1993
- Copa Rei Fahd: 1992
- Copa Kirin: 1992
- Copa dos Campeões CONMEBOL-UEFA: 1993

### Individual
- Troféu EFE: 1995–96

## Títulos como treinador
Estudiantes
- Campeonato Argentino: 2006–07 (Apertura)

River Plate
- Campeonato Argentino: 2007–08 (Clausura)

Atlético de Madrid
- Liga Europa da UEFA: 2011–12 e 2017–18
- Supercopa da UEFA: 2012 e 2018
- Copa do Rei: 2012–13
- Campeonato Espanhol: 2013–14 e 2020–21
- Supercopa da Espanha: 2014

### Individual
- Prêmios LFP – Melhor Treinador da La Liga: 2013, 2014, 2016[18]
- Trofeo Miguel Muñoz: 2013–14, 2015–16, 2020–21[19]
- Prêmio IFFHS – Melhor Treinador de Clubes do Mundo: 2016[20]
- Globe Soccer Awards – Treinador do Ano: 2017[21]
- Prêmio IFFHS – Melhor Treinador da Década: 2020[22]